# Poezie všedního dne
Poezie všedního dne je forma poezie, jež má být srozumitelná širokým vrstvám. Vybírá si témata ze všedního života. Poezie všedního dne vznikla v Československu v druhé polovině 50. let 20. století. Pojem byl zaveden členy literární skupiny Květen (pod časopisem Květen), kteří chtěli opustit dosavadní rétoriku či abstraktnost a nahradit ji střízlivějším pohledem na všední realitu racionalitou, nebo prokázanými fakty. Užívala tak například volné veršové formy a nepatetický, prostý jazyk. Někdy jí bývá vytýkána přílišná popisnost.
V mnohém navazovala na díla některých starších básníků, třeba Melancholické procházky Ivana Blatného. Mezi básníky všedního dne řadíme především Miroslava Floriana, Jiřího Šotolu, Karla Šiktance nebo Miroslava Holuba. Zastánkyní tohoto stylu byla fotografka Marie Šechtlová.